# PLA2G2E
PLA2G2E (англ. Phospholipase A2 group IIE) – білок, який кодується однойменним геном, розташованим у людей на 1-й хромосомі. Довжина поліпептидного ланцюга білка становить 142 амінокислот, а молекулярна маса — 15 989.
| 10         |  | 20         |  | 30         |  | 40         |  | 50         |
| ---------- |  | ---------- |  | ---------- |  | ---------- |  | ---------- |
| MKSPHVLVFL |  | CLLVALVTGN |  | LVQFGVMIEK |  | MTGKSALQYN |  | DYGCYCGIGG |
| SHWPVDQTDW |  | CCHAHDCCYG |  | RLEKLGCEPK |  | LEKYLFSVSE |  | RGIFCAGRTT |
| CQRLTCECDK |  | RAALCFRRNL |  | GTYNRKYAHY |  | PNKLCTGPTP |  | PC         |

A: Аланін

C: Цистеїн

D: Аспарагінова кислота

E: Глутамінова кислота

F: Фенілаланін

G: Гліцин

H: Гістидин

I: Ізолейцин

K: Лізин

L: Лейцин

M: Метіонін

N: Аспарагін

P: Пролін

Q: Глутамін

R: Аргінін

S: Серин

T: Треонін

V: Валін

W: Триптофан

Кодований геном білок за функцією належить до гідролаз. 
Задіяний у таких біологічних процесах, як метаболізм ліпідів, деградація ліпідів. 
Білок має сайт для зв'язування з іонами металів, іоном кальцію. 
Секретований назовні.